# Pommier Doucin
Pommier Doucin es el nombre vernacular de una variedad de manzano (Malus pumila).

## Presentación
Esta variedad de manzano se ha generalizado en Europa desde el siglo XVI.
Originalmente se pensó que era una especie de manzana en toda regla, en realidad es una variedad "estándar" de Malus pumila con características específicas que la hacen particularmente adecuada para usar en portainjertos.
A menudo asociado con Pommier Paradis, Doucin es sin embargo más vigoroso. A menudo se utiliza como portainjerto para árboles espaldera o en palmeta.
Existen diferentes variantes :
- "Doucin de Fontenay" correspondiente a la referencia M2 de los portainjertos Malling,
- "Doucin jaune de Holstein" portando la referencia M4,
- "Doucin Reinette" o "Doucin vert" portando la referencia M7.

## Portainjerto enano
Esta variedad se utiliza por su carácter de enanismo que permite obtener árboles pequeños, por lo tanto fáciles de cosechar. 
Además, esta variedad gasta muy poca de su energía para hacer madera (de ahí su enanismo), permite dirigir toda la savia producida hacia la producción de más frutas en un espacio pequeño. 
A diferencia de un manzano de mayor porte que tomaría mucho más espacio para una producción más baja y más difícil de cosechar.